# Abarema cochleata var. moniliformis
Abarema cochleata var. moniliformis је врста махуне, која је распострењена у ендемским шумама у Манаус, Бразил.